# 즈엉반몬
즈엉번몬(Dương Văn Môn, 1963년 ~ 1998년)은 베트남의 연쇄살인자이다. 베트남의 소수 민족 가운데 하나인 눙족 출신의 농민이다. 어머니가 사망한 이후에는 극심한 가난, 막대한 빚에 시달렸고 나중에 정신 질환에 시달리게 된다.
1998년 8월 8일 닥락 성 끄롱빡 구(Krông Pắk)에서 2개의 칼을 이용해서 최소 11명을 살해하고 6명에게 부상을 입혔다. 사건이 일어난 지 4시간 30분 만에 경찰에 체포되었으며 1998년 11월에 처형되었다.